# Síndrome de microduplicación 17p13.3
El Síndrome de microduplicación 17p13.3 es una condición genética extremedamente infrecuente que se caracteriza por dismorfismos craniofaciales, retraso psicomotor variable, e hipotonía debido a una duplicación de material genético en el cromosoma 17.

## Signos y síntomas
Las personas con esta condición muestran los siguientes síntomas:
- Retraso del desarrollo psicomotor
- Hipotonía
- Frente alta
- Prominencia de la nariz
- Boca pequeña

## Causas
Esta condición es causada por duplicaciónes de la región p13.3 en el cromosoma 17.

## Epidemiología
Según OMIM, tan solo 13 casos de esta condición han sido descritas en la literatura médica.

## Descubrimiento
Esta condición fue descubierta en el año 2009, por Bi et al. cuando describieron a 7 pacientes (todos de familias distintas) con duplicaciones de 17p13.3 las cuales involucraban a los genes LIS1 y/o YWHAE, de todos los pacientes, cuatro tenían una duplicación del gen YWHAE, uno tenía una duplicación del gen LIS1, uno tenía triplicacion del gen LIS1, y el último tenía una duplicación de tanto YWHAE como del LIS1.
Los individuos con genes LIS1 duplicados tenían microcefalia, disgenesis del cuerpo calloso, y atrofia del cerebelo acompañados con discapacidad intelectual, retrasos del desarrollo, y trastorno de déficit de atención con hiperactividad.
Los individuos con genes YWHAE duplicados tenían macrosomia, dismorfismos faciales, y retrasos del desarrollo leves.